# Texmoltitla
Texmoltitla är en ort i Mexiko.   Den ligger i kommunen Soledad Atzompa och delstaten Veracruz, i den sydöstra delen av landet, 220 km öster om huvudstaden Mexico City. Texmoltitla ligger 2 187 meter över havet och antalet invånare är 182.
Terrängen runt Texmoltitla är bergig norrut, men söderut är den kuperad. Runt Texmoltitla är det ganska tätbefolkat, med 93 invånare per kvadratkilometer. Närmaste större samhälle är Orizaba, 13,2 km norr om Texmoltitla. I omgivningarna runt Texmoltitla växer i huvudsak blandskog.